# Schloss Gottsfeld

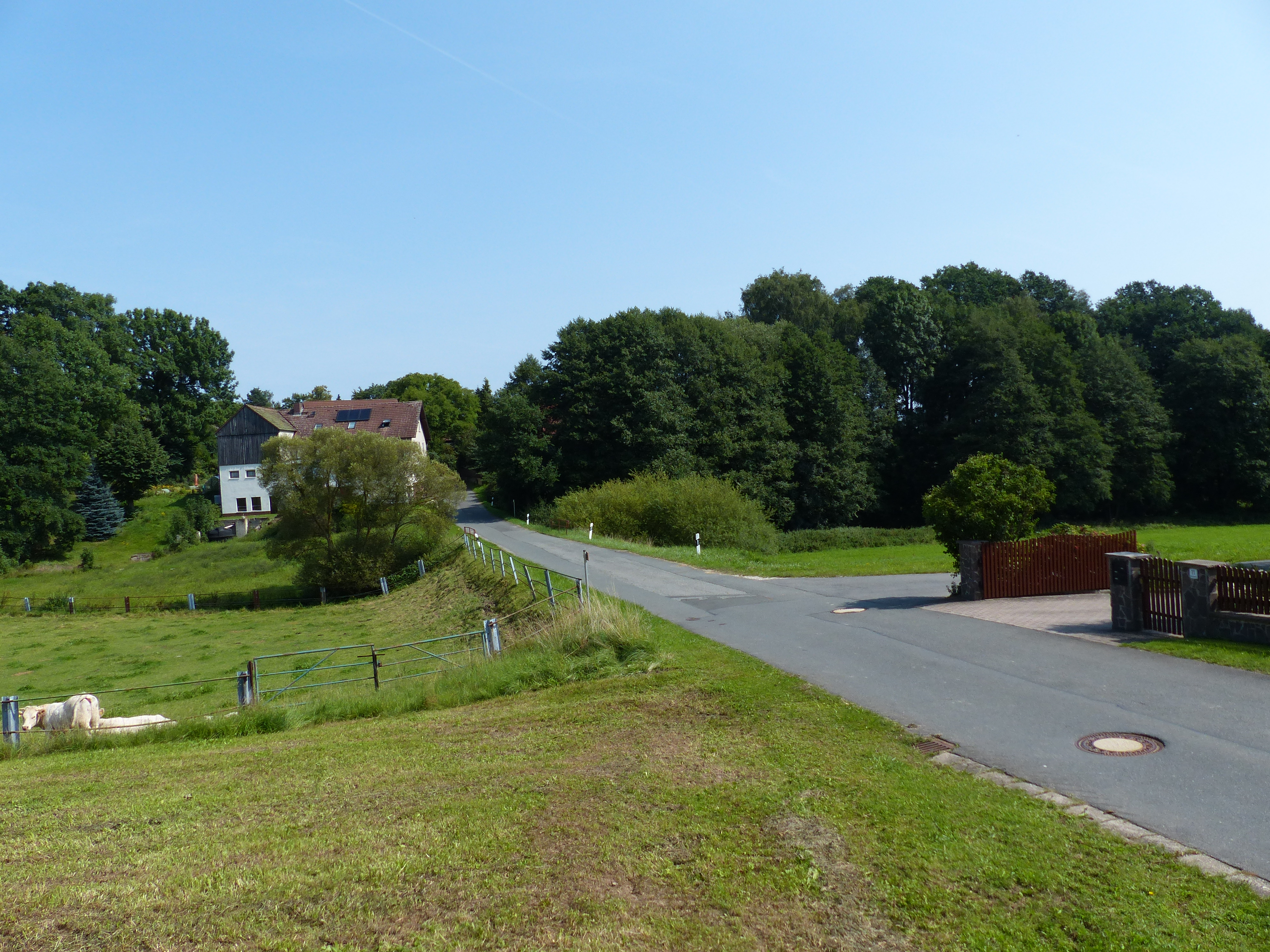
Straße Am Schloßhof über den Kaigraben

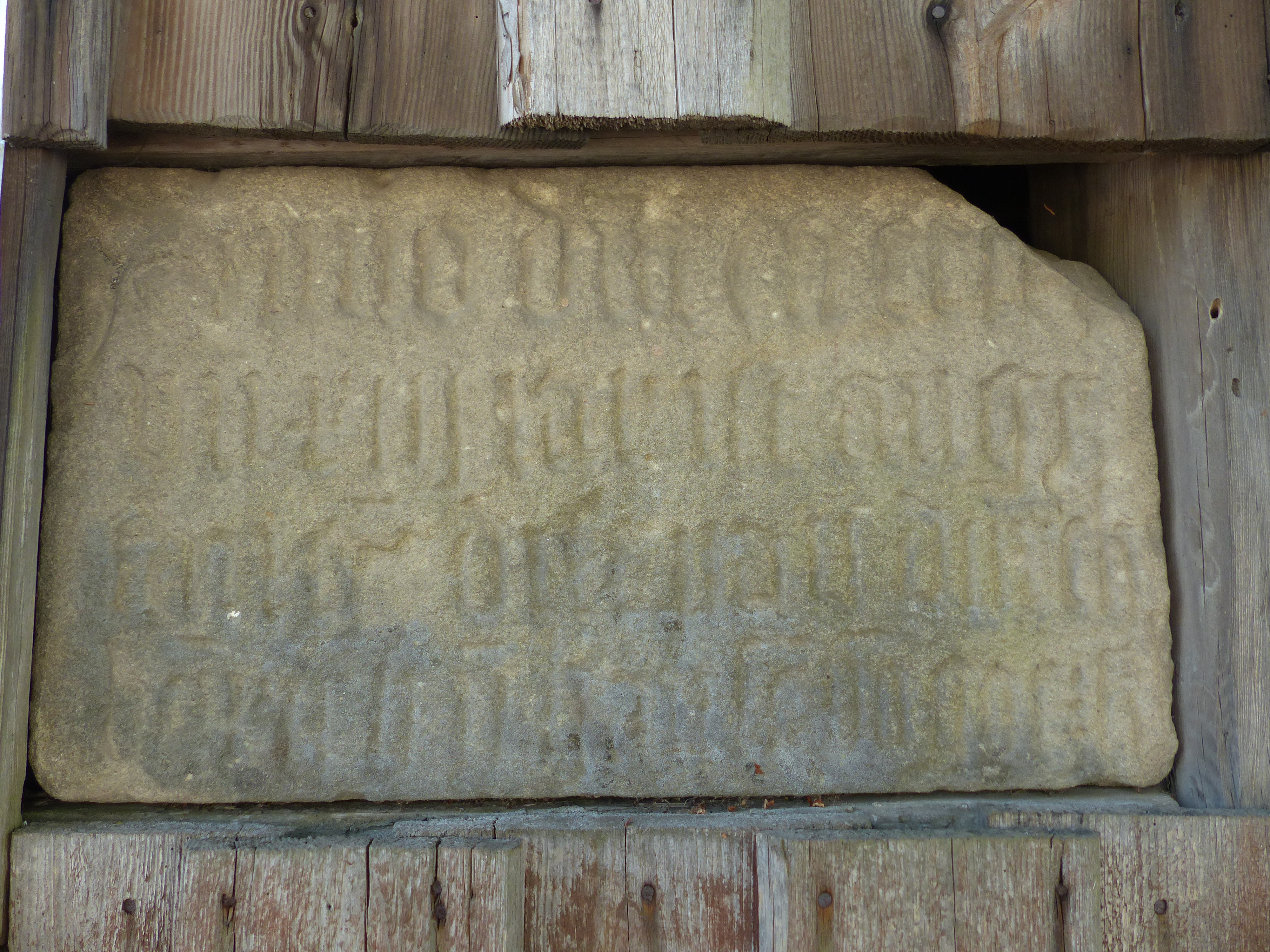
Inschriftentafel von 1513

Schloss Gottsfeld ist ein abgegangenes Schloss in Gottsfeld im oberfränkischen Landkreis Bayreuth.
Schloss Gottsfeld war der Stammsitz des Ortsadels der von Gottsfeld. Im 16. Jahrhundert ist die Familie ausgestorben, das Schloss verfiel zwischen 1535 und 1544. In der Zeit zwischen 1570 und 1606 wurde neben dem „Schloss am Bühl“ ein „Schloss am Weiher“ genannt, der genaue Standort ist nicht mehr bekannt. Wolf Ernst von Wirsberg erwarb 1570 den Besitz, bis dieser 1598 von Markgraf Georg Friedrich übernommen wurde. Markgräfin Marie ließ 1606 das Schloss neu errichten, es wurde im Dreißigjährigen Krieg 1633 endgültig zerstört.
Aus der Zeit der Zerstörung ranken sich zwei Sagen um das Schloss, Die Truhe mit dem Pudel und Der wandernde Grabstein zu Gottsfeld.
Der Kartograph der Plassenburg Johann Christoph Stierlein fertigte 1792 einen detailgetreuen Plan des Schloss-Standorts. Die heutige Straße Am Schloßhof im Süden des Dorfes war früher die Zufahrt von Schwürz aus. Dort ist deutlich die Erhöhung des Weges über die Talsenke mit dem Kaigraben zu erkennen und Gebäude am Hang sichern den Weg zu beiden Seiten. Am südöstlichen Ende des Schlossareals ist die Schlosskapelle von 1513 verzeichnet. Vom auf der Spitze der Erhebung gelegenen Schlosshof im Norden hat Stierlein den Verlauf noch anhand von Mauerresten lückenlos erkannt. Erst 1920/22 wurde der Eingangstorbogen samt Torwächterstube abgerissen. Heutige Gebäude, das Gelände und der Straßenverlauf lassen die Ausmaße des Schlosses noch erkennen, der ehemalige Schlosshof ist mit Bäumen zugewachsen. An das Schloss erinnern noch der Schlossbrunnen und eine spätmittelalterliche Inschriftentafel von 1513, die unter Denkmalschutz steht.